# Foeniculum
Foeniculum és un gènere de plantes amb flors, el membre més conegut del qual és el fonoll (Foeniculum vulgare). El gènere fou instituït per  Philip Miller i publicat a The Gardeners Dictionary...Abridged...fourth edition vol. 1, el 1754. El nom del gènere deriva del llatí: feniculum, fœniculum, diminutiu de fenum, fœnum, el fenc. Foeniculum s'ha naturalitzat en camins i zones obertes d'Europa, Amèrica del Nord, Àsia i Austràlia. Es propaguen per llavors i són considerats espècies invasores a Austràlia i els Estats Units. En canvi eren considerats herbes sagrades pels anglosaxons antics.

Kew Gardens reconeix 5 especies, tanmateix Tropicos no inclou ni F. piperitum ni F. sanguineum
- Foeniculum piperitum (Ucria) C.Presl, 1826
- Foeniculum sanguineum Triano y A.Pujadas, 2015
- Foeniculum scoparium Quézel, 1957 Àfrica septentrional[5]
- Foeniculum subinodorum Maire, Weiller i Wilczek, 1935 Àfrica septentrional[6]
- Foeniculum vulgare Mill., 1768[7]